# Ca l'Ordal
Ca l'Ordal és un edifici de la Colònia Güell (Baix Llobregat) inclòs en l'Inventari del Patrimoni Arquitectònic de Catalunya.

## Història
Va ser projectat el 1894 per Francesc Berenguer i Mestres amb col·laboració de Joan Rubió i Bellver.

## Descripció
Es tracta d'un edifici d'habitatges treballat amb una simetria absoluta, amb l'originalitat de tenir una planta soterrani convertida en jardí a la part de davant. Això pel que fa al cos principal. Té un afegit de la mateixa època, però posterior al projecte inicial, a la seva part dreta. Està treballada tota ella amb conglomerat de pedra, amb les cantonades arrodonides, i ostenta una profusió de finestres remarcades amb maó vist i porxo al jardí. La façana té un fort caire historicista amb la seva estructura de masia de planta basilical i teulada a dues vessants. La part posterior, en canvi està construïda amb diferents nivells i cossos, amb cert estil d'església romànica. Cal destacar les treballades i originals xemeneies que flanquegen la casa en nombre de tres.